# Megalagrion pacificum
Megalagrion pacificum é uma espécie de libelinha da família Coenagrionidae.
É endémica dos Estados Unidos da América.
Os seus habitats naturais são: rios.
Está ameaçada por perda de habitat.